# Audrey Niffenegger

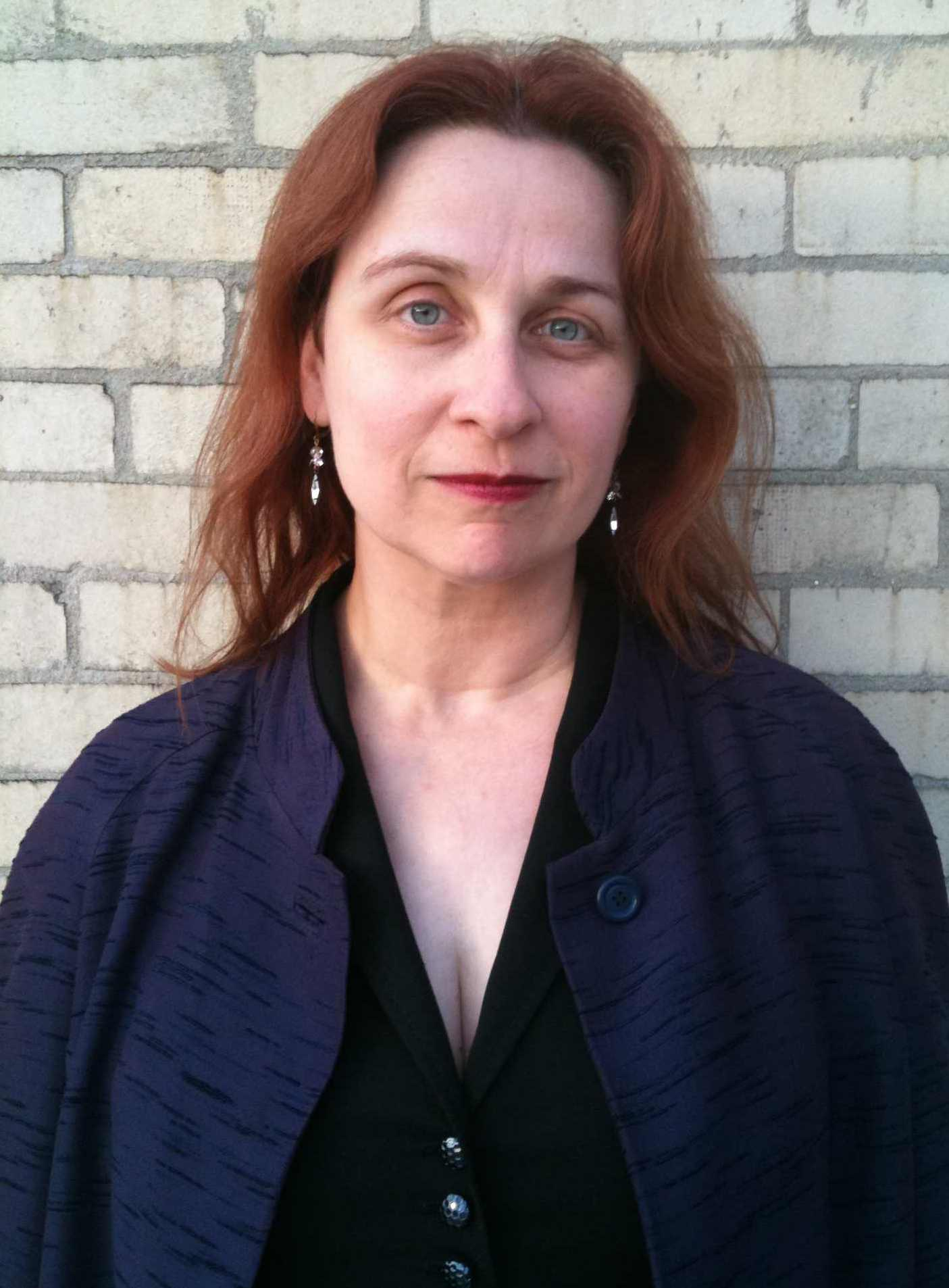
Audrey Niffenegger (2009)

Audrey Niffenegger (* 13. Juni 1963 in South Haven, Michigan, USA) ist eine US-amerikanische Schriftstellerin und Künstlerin.

## Leben und Wirken
1985 erlangte sie ihren Bachelor of Fine Arts an der School of the Art Institute of Chicago (SAIC), und 1991 ihren Master of Fine Arts an der Northwestern University. Sie lehrt als Professorin Interdisziplinäre Künste zwischen Buch und Bild am Columbia College Chicago. In ihrem Unterricht beschäftigt sie sich vor allem mit der Zusammenführung von Bildern und Texten, beispielsweise durch Comics oder Installationen. Weiterhin unterrichtet sie Hochdruckverfahren, Siegeln, Zeichnen und weitere künstlerische Techniken.
Ihre Bilder, Zeichnungen und Drucke werden seit 1987 Galerie Printworks in Chicago ausgestellt. Sie sieht sich als Künstlerin vor allem durch die Arbeiten Horst Janssens, Aubrey Beardsleys, Winsor McCays, Jiri Anderles, Käthe Kollwitz', Joseph Cornells, Goyas, Hans Bellmers und Max Ernsts beeinflusst.
Ihre Bilderbücher wurden in Handarbeit in einer Auflage von 10 Stück fertiggestellt. Zwei dieser Bücher sind nach dem Erfolge ihres ersten Romans mittlerweile verlegt worden: The Three Incestuous Sisters und The Adventuress.
2003 erschien ihr Roman Die Frau des Zeitreisenden, durch den sie bekannt wurde und der 2009 mit Rachel McAdams und Eric Bana in den Hauptrollen verfilmt wurde.

## Werke
- 2003 The Time Traveler's Wife (Roman)
  - Die Frau des Zeitreisenden, dt. von Brigitte Jakobeit, S. Fischer, Frankfurt am Main 2004, ISBN 3-10-052403-9.
  - Die Frau des Zeitreisenden, Hörbuch, gelesen von Maja Schöne und Ulrich Noethen, Argon Verlag, Berlin 2009, ISBN 978-3-86610-963-6.

- 2005 The Three Incestuous Sisters: An Illustrated Novel (Bilderbuch)
  - Drei Schwestern, dt. von Brigitte Jakobeit, S. Fischer, Frankfurt am Main 2006, ISBN 3-10-052404-7.

- 2006 The Adventuress (Bilderbuch)

- 2009 Her Fearful Symmetry (Roman)
  - Die Zwillinge von Highgate, dt. von Brigitte Jakobeit, S. Fischer, Frankfurt am Main 2009, ISBN 978-3-10-052407-2.
  - Die Zwillinge von Highgate, Hörbuch, gelesen von Heikko Deutschmann, Argon Verlag, Berlin 2009, ISBN 978-3-86610-958-2.

- 2010 The Night Bookmobile (Graphic Novel)

- 2013 Raven Girl (Illustriertes Märchen)